# Dibrova, Olevsk
Dibrova (în ucraineană Діброва) este o așezare de tip urban din raionul Olevsk, regiunea Jîtomîr, Ucraina. În afara localității principale, nu cuprinde și alte sate.

## Demografie
Componența lingvistică a așezării de tip urban Dibrova
     Ucraineană (96,95%)
     Rusă (3,05%)
Conform recensământului din 2001, majoritatea populației așezării de tip urban Dibrova era vorbitoare de ucraineană (96,95%), existând în minoritate și vorbitori de rusă (3,05%).